# Rivierroodstaart
De rivierroodstaart (Phoenicurus leucocephalus synoniem: Chaimarrornis leucocephalus ) is een zangvogel uit de familie Muscicapidae.

## Kenmerken
De vogel is 18 tot 19 cm lang en weegt 24 tot 42 gram. De vogel heeft een opvallende witte kruin die sterk contrasteert met de rest van de kop die zwart is. Ook de rug, de borst en de vleugels zijn zwart. De onderkant van de borst, de buik en de bovenkant van de staart zijn roodbruin tot oranje. De staart heeft een zwarte eindband en ook de poten en de snavel zijn zwart. Er is geen verschil tussen het mannetje en het vrouwtje. Onvolwassen vogels zijn doffer van kleur.

## Verspreiding en leefgebied
De vogel komt voor in Oezbekistan, Tadzjikistan, Afghanistan en Kirgizië tot in het oosten van de Himalaya verder in China, het noorden van Myanmar en Indochina.
Het leefgebied bestaat uit de oevers van snelstromende beken en riviertjes in berggebieden. Daar foerageert de vogel op met mossen begroeide rotsen en moerassige heuvelland tussen de 1800 en 5100 meter boven de zeespiegel. De vogel wordt 's winters op lagere hoogten waargenomen, soms zelfs in stedelijke nederzettingen die meer dan een kilometer van een rivier verwijderd zijn.

## Status
De grootte van de populatie is niet gekwantificeerd. Men veronderstelt dat de soort in aantal stabiel is. Om deze redenen staat de rivierroodstaart als niet bedreigd op de Rode Lijst van de IUCN.